# Золтан Сечи
Золтан Сечи (мађ. Szécsi Zoltán; Будимпешта, Мађарска, 22. децембар 1977) је мађарски ватерполиста. Тренутно наступа за ВК Егер.